# Deià... vu
Deia… vu is het veertiende album van de Britse progressieve rock-musicus Kevin Ayers.
Het album is net als het voorgaande, Diamond Jack and the Queen of Pain uit 1983, opgenomen in Spanje met een groep van voornamelijk Spaanse musici.

## Tracklist
De nummers zijn geschreven door Kevin Ayers, behalve nummer 6, een cover van Lay Lady Lady van Bob Dylan uit 1969.
1. Champagne And Valium
2. Thank God For A Sense Of Humour
3. Take It Easy
4. Stop Playing With My Heart (You Are A Big Girl)
5. My Speeding Heart
6. Lay Lady Lady
7. Stop Playing With My Heart II
8. Be Aware Of The Dog

## Bezetting
- Kevin Ayers: zang, gitaar

Begeleiding:
- Joan Bibiloni: gitaar
- Jorge Pardo: saxofoon
- Daniel Lagarde: basgitaar
- Quique Villafania: drums
- Linda Novit: zang

Gastmusici:
- Ollie Halsall: gitaar
- Zanna Gregmar: keyboard, zang
- Miguel Figuerola: drums